# Prorachthes beckeri
Prorachthes beckeri är en tvåvingeart som beskrevs av Paramonov 1927. Prorachthes beckeri ingår i släktet Prorachthes och familjen svävflugor. Inga underarter finns listade i Catalogue of Life.